# 庫薩區

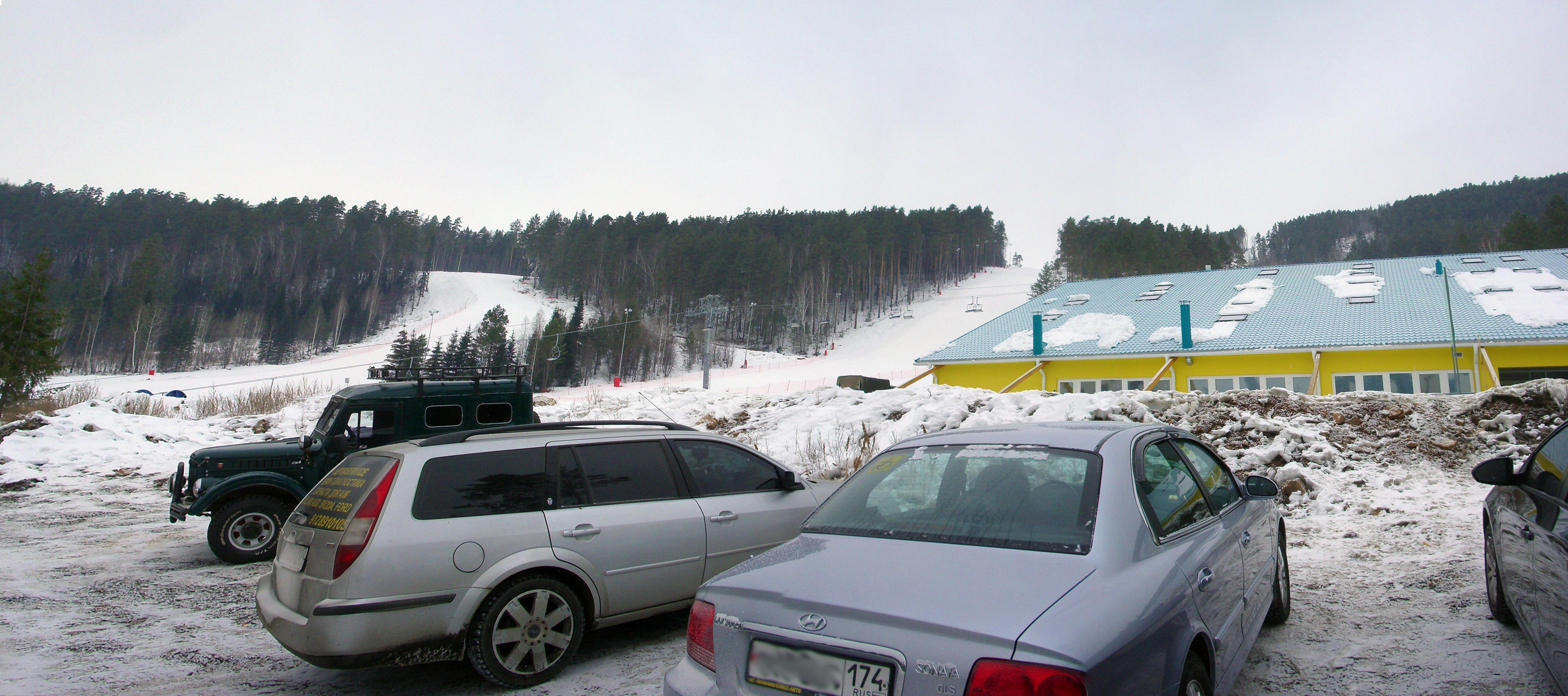

55°20′N 59°26′E / 55.333°N 59.433°E
庫薩區（俄语：Кусинский район），是俄羅斯的一個區，位於該國西南部，由車里雅賓斯克州負責管轄，面積1,513平方公里，2010年人口29,392，人口密度每平方公里19.43人。